# Lijst van voetbalinterlands Bangladesh - Japan (vrouwen)
Deze lijst van voetbalinterlands is een overzicht van alle officiële voetbalinterlands tussen de nationale vrouwenteams van Bangladesh en Japan. De landen hebben tot nu toe één keer tegen elkaar gespeeld.

## Wedstrijden
| № | Plaats  | Datum             | Competitie             | Wedstrijd          | Uitslag |
| - | ------- | ----------------- | ---------------------- | ------------------ | ------- |
| 1 | Wenzhou | 22 september 2023 | Aziatische Spelen 2023 | Japan − Bangladesh | 8 − 0   |

## Samenvatting
| Competitie        | Totaal gespeeld | Winst Bangladesh | Gelijk | Winst Japan | Doelsaldo Bangladesh – Japan |
| ----------------- | --------------- | ---------------- | ------ | ----------- | ---------------------------- |
| Aziatische Spelen | 1               | 0                | 0      | 1           | 0 − 8                        |
| Totaal            | 1               | 0                | 0      | 1           | 0 − 8                        |